# Astyanax nasutus
Astyanax nasutus és una espècie de peix de la família dels caràcids i de l'ordre dels caraciformes.

## Morfologia
- Els mascles poden assolir 10 cm de llargària total.[5][6]

## Alimentació
Menja principalment diatomees, llavors i altres matèries vegetals.

## Hàbitat
Viu a àrees de clima tropical entre 24 °C-28 °C de temperatura.

## Distribució geogràfica
Es troba a Centreamèrica: llac de Managua.